# Факультет біології, екології та медицини Дніпровського національного університету імені Олеся Гончара
Факультет біології, екології та медицини — факультет ДНУ ім. О. Гончара.

## Історична довідка
Біологічний факультет бере свій початок від фізико-математичного факультету.

У 1992 році завдяки вагомим внескам вчених факультету в розвиток біологічних і екологічних досліджень, та підготовці фахівців в цьому напрямі, біологічний факультет був перейменований в біолого-екологічний, а з 2009 року – в факультет біології, екології та медицини.

## Структурні підрозділи факультету
- Кафедра фізіології людини і тварин

Завідувач кафедри – Севериновська Олена Вікторівна, доцент, доктор біологічних наук
- Кафедра фізіології рослин та інтродукції

Завідувач кафедри – Лихолат Юрій Васильович, доктор біологічних наук, професор
- Кафедра біофізики та біохімії

Завідувач кафедри – Штеменко Наталя Іванівна, доктор біологічних наук, професор
- Кафедра іхтіології та гідробіології

Завідувач кафедри – Федоненко Олена Вікторівна, доктор біологічних наук, доцент
- Кафедра мікробіології, вірусології та біотехнології

Завідувач кафедри – Вінніков Альберт Іванович, заслужений діяч науки і техніки України, академік АН ВШ України, доктор біологічних наук, професор
- Кафедра зоології та екології
 сайт кафедри [Архівовано 23 червня 2013 у Wayback Machine.]

Завідувач кафедри – Гассо Віктор Якович, кандидат біологічних наук, доцент
- Кафедра геоботаніки, ґрунтознавства та екології

Завідувач кафедри – Мицик Леонід Павлович, доктор біологічних наук, професор, академік Екологічної академії наук України
- Кафедра клінічної лабораторної діагностики

Завідувач кафедри – Поліон Наталія Миколаївна, кандидат медичних наук, доцент
сайт факультету [Архівовано 22 квітня 2010 у Wayback Machine.]